# 津久井定雄
津久井 定雄（つくい さだお、1945年 - ）は、ロシア文学者、前大阪大学大学院言語文化研究科教授。
東京生まれ、東京大学文学部卒。1970年、同大学院比較文学比較文化専攻入学。博士課程中退、木村彰一、直野敦の教えを受ける。大阪大学言語文化部助教授、92年教授。2007年、『神話の詩学』の翻訳で日本翻訳出版文化賞受賞。専攻はロシア文学、神話論。2008年、定年退職。

## 編著
- はじめよう!ロシア語 （大学教育出版）

## 翻訳
- 神話の詩学 エレアザール・メレチンスキー 直野洋子共訳 （水声社）